# Амайур
Амайур (исп. Amaiur) — политическая коалиция ряда баскских левонационалистических партий и организаций, а также независимых политических деятелей Страны Басков, образованная для участия во всеобщих парламентских выборах 2011 года в Испании. Название коалиции происходит от названия селения Мая (исп. Maya, баск. Amaiur) в Наварре, в котором находится замок, явившийся одним из последних очагов сопротивления во время кастильско-арагонского завоевания Наварры в начале XVI века.

## Создание
Официально о создании «Амайур» было объявлено 27 сентября 2011 года. В состав коалиции вошли: баскские левонационалистические партии Баскская солидарность, Аралар (левое крыло Баскской националистической партии), Альтернатива (откол от Объединённых левых — Зелёных) и Национальная левая, а также несколько более мелких националистических групп левой ориентации и ряд независимых политических и общественных деятелей Басконии. В то же время одна из самых крупных политических партий Страны Басков Баскская националистическая партия, занимающая правоцентристские позиции, отказалась присоединиться к коалиции.
Баскская солидарность и Альтернатива ранее входили в коалицию Бильду, созданную в марте 2011 года после запрета Верховным судом баскской социалистической партии Сорту, считающейся политическим крылом ЭТА, вместе с тем осуждающей насилие в национально-освободительной борьбе.
«Амайур» выставил своих кандидатов в депутаты и сенаторы Генеральных Кортесов во всех трёх провинциях Страны Басков, а также в Наварре. На всеобщих выборах, состоявшихся 20 ноября 2011 года «Амайур» получил 333.628 голосов избирателей, в частности:
- в Бискайе 122.606 голосов (19,21 %); получил 2 места в Конгрессе депутатов (Иньяки Аусменди и Хон Иньярриту Гарсия)
- в Алаве 32.267 голосов (19,11 %); 1 депутат (Икер Урбина Фернандес)
- в Гипускоа 129.655 голосов (34,81 %); 3 депутата (Маите Ларраньяга, Рафаэль Вальдеррама и Ксавьер Эррекондо) и 3 сенатора
- в Наварре 49.100 голосов (14,86 %); 1 депутат (Сабино Ласарте).

В целом итоги выборов для «Амайур» эксперты признали триумфальными: впервые с 1996 года баскские сепаратисты получили места в парламенте Испании (тогда это была партия Батасуна, запрещённая позже по решению суда). По мнению экспертов, этот успех был связан с решением экстремистской группировки ЭТА (считается, что её последователи составляют костяк «Амайур») отказаться от вооружённой борьбы. Об этом решении было объявлено 20 октября 2011 года, то есть ровно за месяц до выборов.